# Lynkos
Lynkos (latinsky Lyncus) je v řecké mytologii skythský král, proměněný bohyní Démétrou v rysa. 
Král Keleos se svou manželkou Metaneirou poskytli přístřeší a pohostinnost bohyni Démétér, když v hlubokém žalu bloudila světem a hledala svou dceru Persefonu, kterou unesl bůh podsvětí Hádés. 
Démétér, bohyně plodnosti země a úrody, z vděčnosti dala jejich synům zvláštní dar: 
- staršího Triptolema naučila pěstoval obilí a přikázala mu, aby se stal učitelem zemědělství pro všechny národy
- mladšímu Démofoóntovi chtěla darovat nesmrtelnost, ale když ji při tajném obřadu mazání ambrózií a zakalování ohněm přistihla jeho matka, zakázala jí to. Následoval potom svého bratra a sklidil slávu zejména na poli orném.

Triptolemos se na svých cestách za vzděláváním rolníků dostal se svým kouzelným vozem taženým okřídlenými draky až do daleké Skýthie, až na severním pobřeží Černého moře. Předal své zkušenosti tamějšímu králi Lynkovi. Jenže tomu nestačily jenom nové vědomosti a znalosti, chtěl mít i Triptolemovu slávu a být známý jako první učitel zemědělství. 
V okamžiku, kdy se vplížil do jeho temné ložnice s úmyslem Triptolema zabít, bohyně Démétér ho proměnila v rysa. Obdělávaným polím se musí navždy vyhýbat.